# Тариф
Тари́ф (от араб. تعريف‎ — «определение») или  устар. та́кса (от нем. Тахе ← лат. taxare — «оценивать») —  ставка или система ставок оплаты (платёж) за различные производственные и непроизводственные услуги, предоставляемые компаниями, организациями, фирмами и учреждениями. К категории тарифов относят также системы ставок оплаты труда. Тариф на импорт и экспорт в международной торговле называется таможенный тариф.

## Происхождение термина
В русском языке слово «тариф» впервые встречается в Морском уставе 1724 года. Оно пришло через нем. Tarif или фр. tarif из итал. tariffa от араб. ta'rîf‎ — объявление о пошлинных сборах, сообщение, объявление, объявление, таблица.